# Mance
Mance era una comuna francesa situada en el departamento de Meurthe y Mosela, de la región del Gran Este, que el 1 de enero de 2017 pasó a ser una comuna delegada de la comuna nueva de Val-de-Briey al fusionarse con las comunas de Briey y Mancieulles.

## Demografía
| Gráfica de evolución demográfica de Mance entre 1800 y 2014 |
|                                                             |

Los datos demográficos contemplados en este gráfico de la comuna de Mance se han cogido de 1800 a 1999 de la página francesa EHESS/Cassini, y los demás datos de la página del INSEE.